# John Dalberg-Acton

Lord Acton

John Emerich Edward Dalberg-Acton, 1e Baron Acton, 13th Marquess of Groppoli, KCVO, DL (10 januari 1834 – 19 juni 1902), van 1837 tot 1869 beter bekend als Sir John Dalberg-Acton, 8e baronet en meestal kortweg Lord Acton genoemd, was een Brits katholiek historicus, politicus en schrijver. Hij was de enige zoon van Ferdinand Dalberg-Acton, 7e baronet, en een kleinzoon van de Napolitaanse admiraal en minister-president (eerste minister) John Acton, 6e baronet. In de jaren 1839 tot 1869 stond hij bekend als Sir John Dalberg-Acton, 8th Baronet.
Beroemd is zijn citaat 

Power always corrupts, absolute power corrupts absolutely (Lord Acton).
Vertaling: Macht corrumpeert altijd, totale macht corrumpeert totaal.

uit een brief van 1887 aan de Anglicaanse bisschop Mandell Creighton, maar daar staat eigenlijk

Power tends to corrupt and absolute power corrupts absolutely. Great men are almost always bad men...
Vertaling: Macht heeft de neiging mensen te corrumperen en totale macht corrumpeert totaal. Grote mannen zijn bijna altijd slechte mannen...

## Voetnoten
1. ↑  Chambers Biografisch Woordenboek, ISBN 0550160108, blz. 6
2. ↑  Letter to Bishop Mandell Creighton, April 5, 1887 Afschrift uit Historical Essays and Studies, edited by J. N. Figgis and R. V. Laurence (London: Macmillan, 1907). Gearchiveerd op 21 april 2023.